# قلعه کوه قائن
قلعه کوه قائن یا قلعه حسین قاینی یک اثر تاریخی مربوط به دوره سلجوقی است و در استان خراسان جنوبی شهر قائن قرار دارد. این بنا در تاریخ ۱۹ اسفند ۱۳۸۰ با شمارهٔ ثبت ۴۸۰۳ به عنوان یکی از آثار ملی ایران به ثبت رسیده‌است.
قلعه کوه قاین یکی از پایگاه‌های عمده فداییان دوره اسماعیلیه است. این قلعه در ۳ کیلومتری جنوب شهرقائن بر فراز کوهی مشرف بر شهر قائن ساخته شده‌است که از سمت جنوب و شرق به کوهستان و از سمت غرب و شمال به دشت قائن محدود می‌شود. این دژ یکی از بزرگترین دژهای خراسان جنوبی است که سال‌ها مرکز حکومت حکام ایالت قهستان بوده‌است. قلعه کوه قاین به جهت  ارتباط نزدیکی که با قلاع دیگر اسماعیلیه در منطقه داشته، مشرف بر کل منطقه قهستان بوده‌است؛ به‌ طوری‌ که حکام آن در هنگام خطر یا حمله دشمن از مناطق شرقی، به وسیله دود یا نور آتشی که برفراز قلعه کوه زردان، در فاصله ۶۰ کیلومتری آن توسط قوای نظامی خودی برافروخته می‌شد، آگاه می‌شدند.
قلعه با تابعیت از ناهمواری‌های کوه از دو بخش متمایز که یکی متعلق به سربازان و دیگری بخش امیرنشین بوده ساخته شده‌است. فضاهای داخلی آن شامل اتاق‌ها، برج‌ها، آب انبارهای متعدد و راهروهای ارتباطی می‌باشد.

## امکانات
شامل بخشهای مختلفی میباشد

## موقعیت و مسیردسترسی
دو مسیر دارد، یکی از سمت ورودی جاده بیرجند به قاین،  از انتهای پارک جنگلی قهستان و یکی از سمت کمربندی شهر قاین، منطقه گردشگری بوذر جمهر 

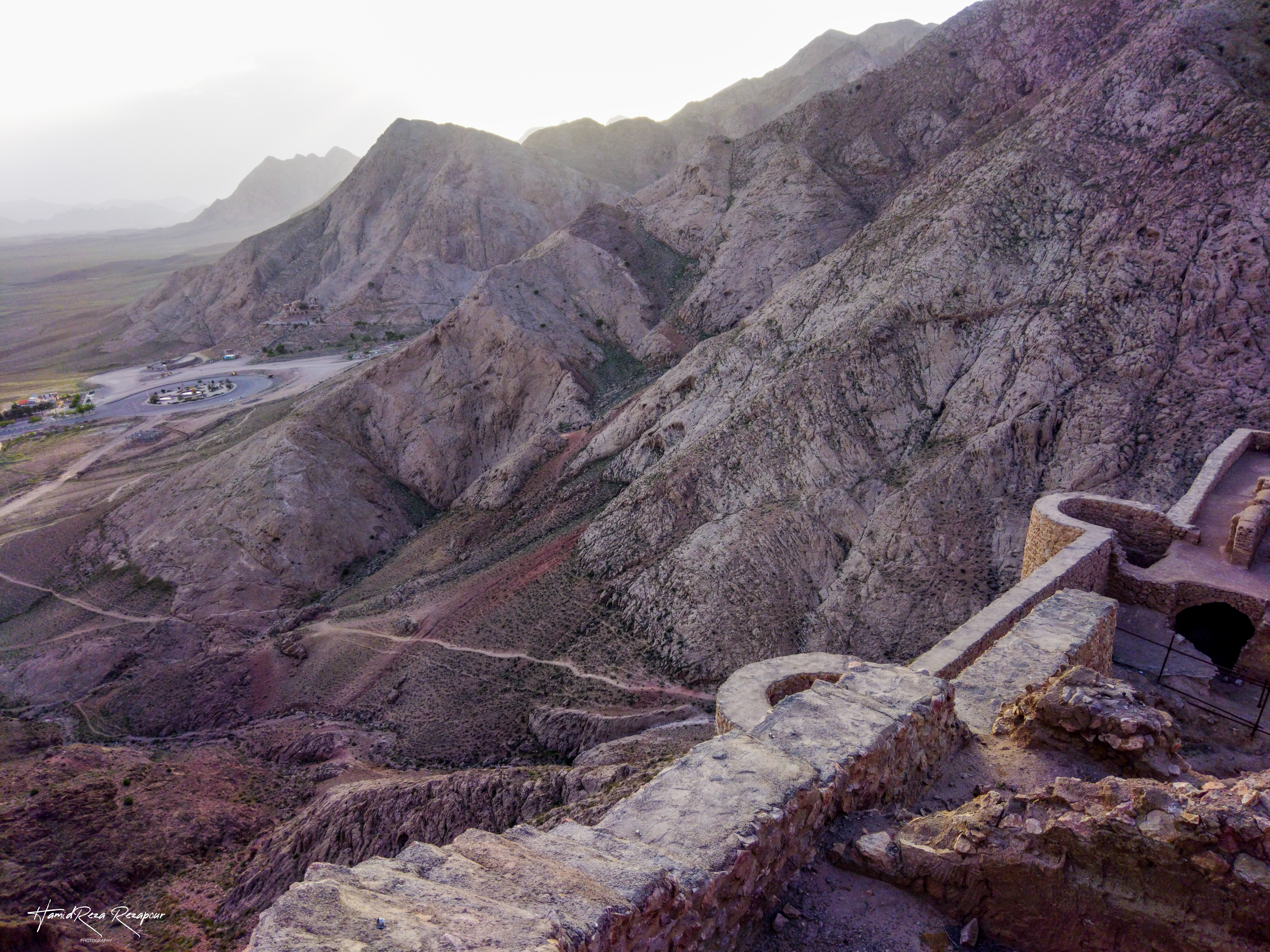
قلعه آرتاگوانا از قلعه های دوران هخامنشیان که بعد از آن قلعه حسن صباح، قلعه خواجه نصیرالدین طوسی و قلعه اسماعلیان نامیده می شد

مسیر قلعه آرتاگوانا
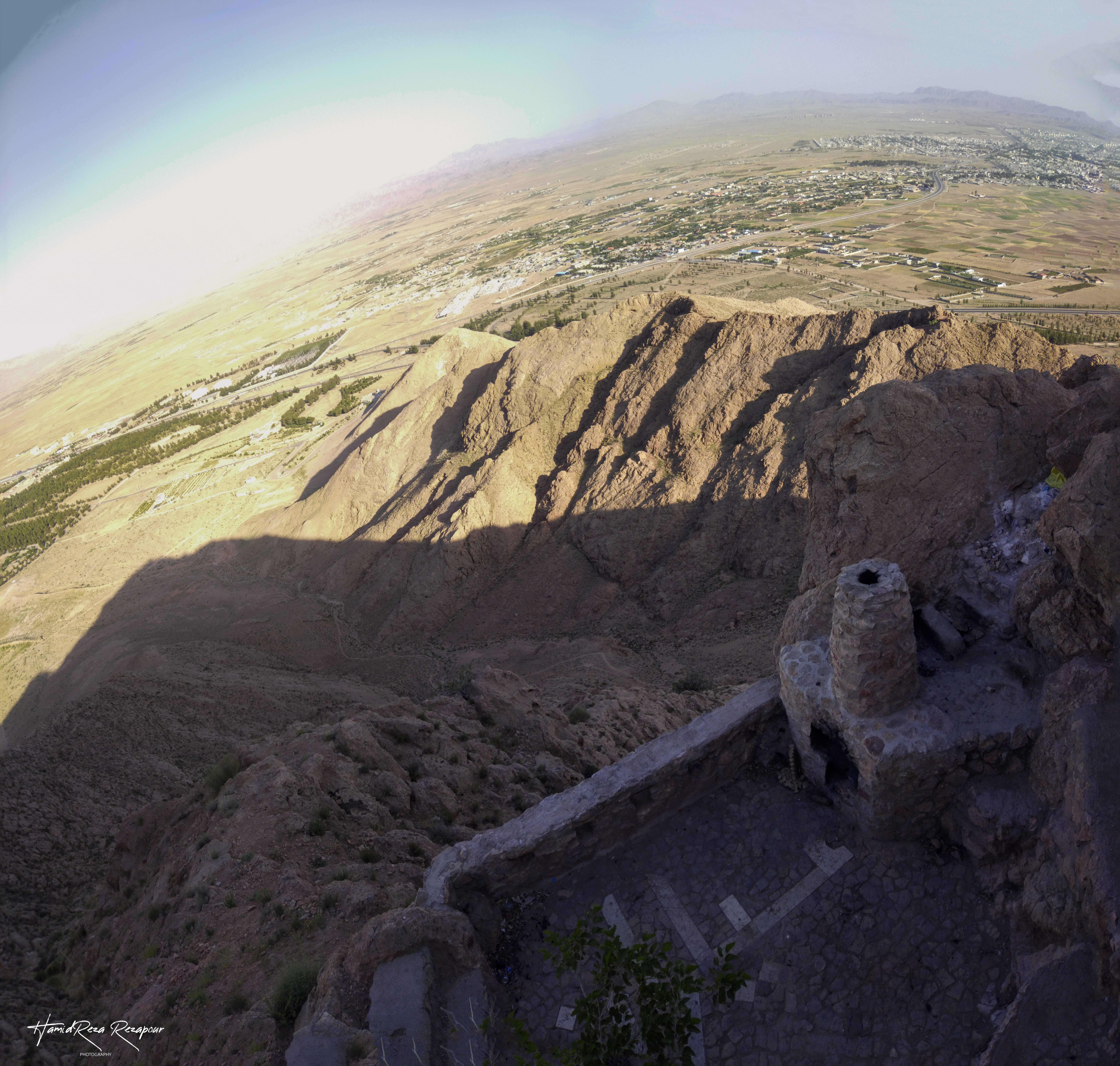
ساخت سازه ای دست ساز توسط بومیان
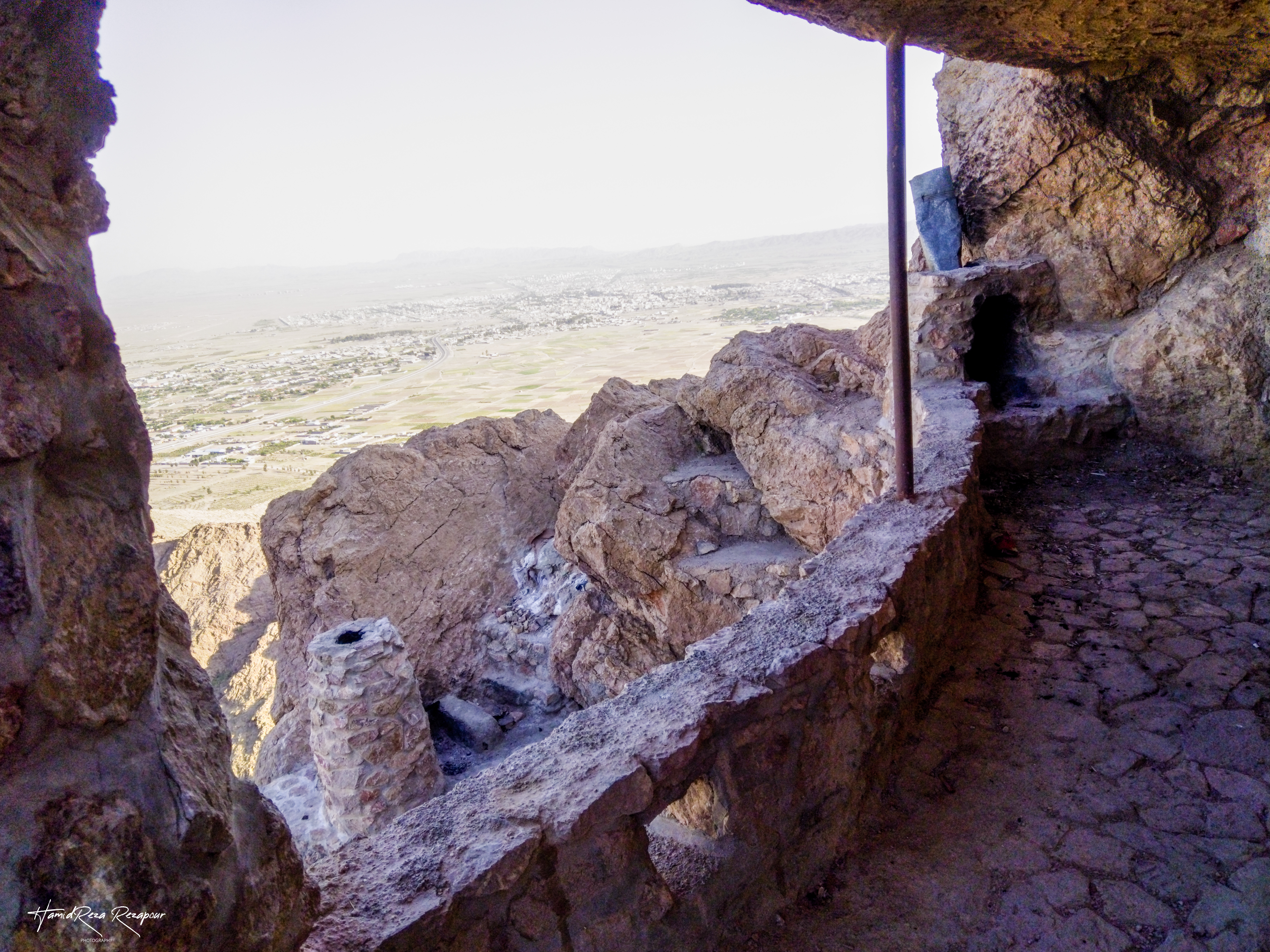
مشاهده نمای شهر از داخل سازه دست ساز
نمای بالای قلعه از این نمای بوذجمهر و نمای دست ساز مشخص است
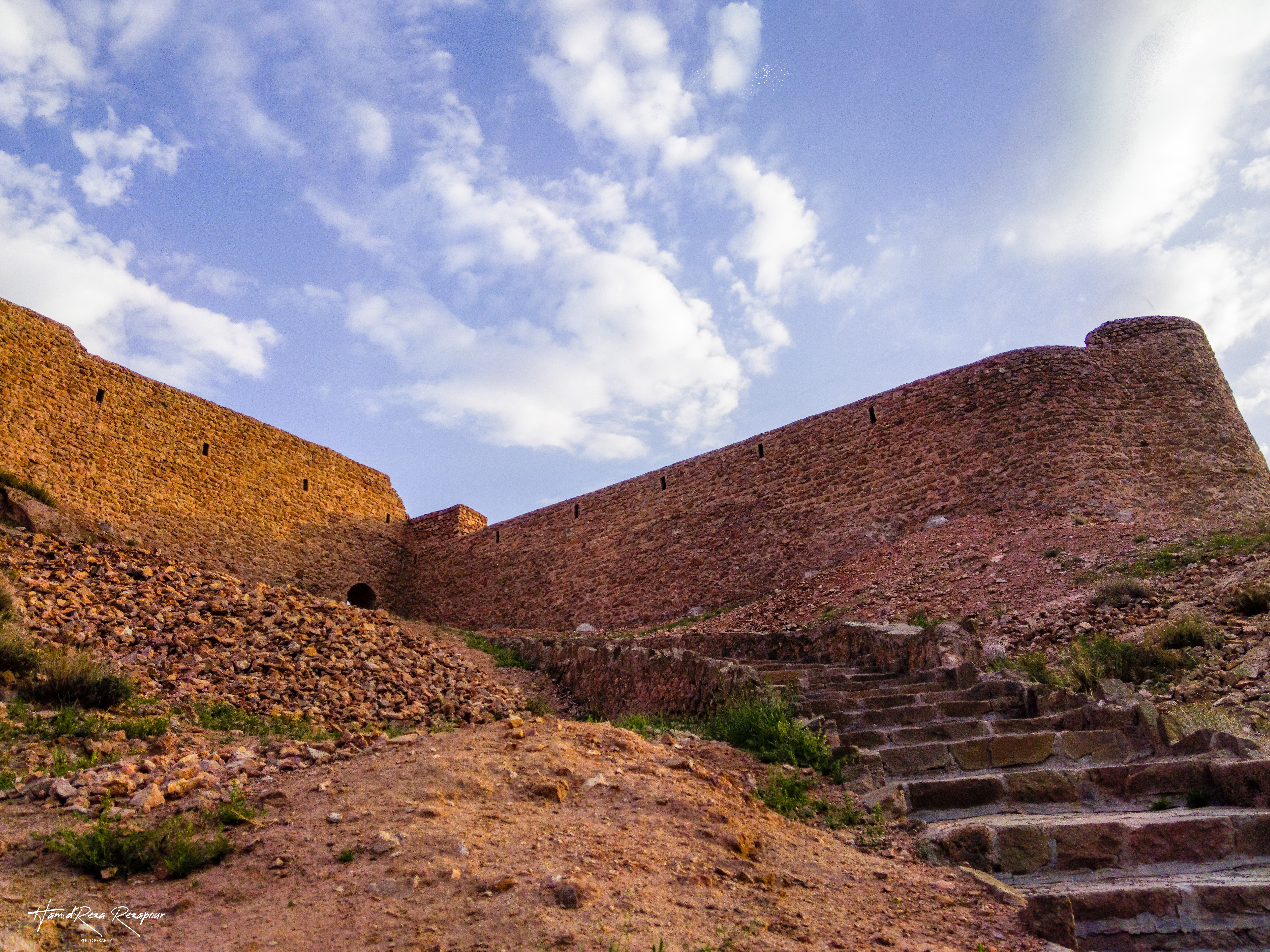
ورودی قلعه در هنگام طلوع آفتاب اردیبهشت
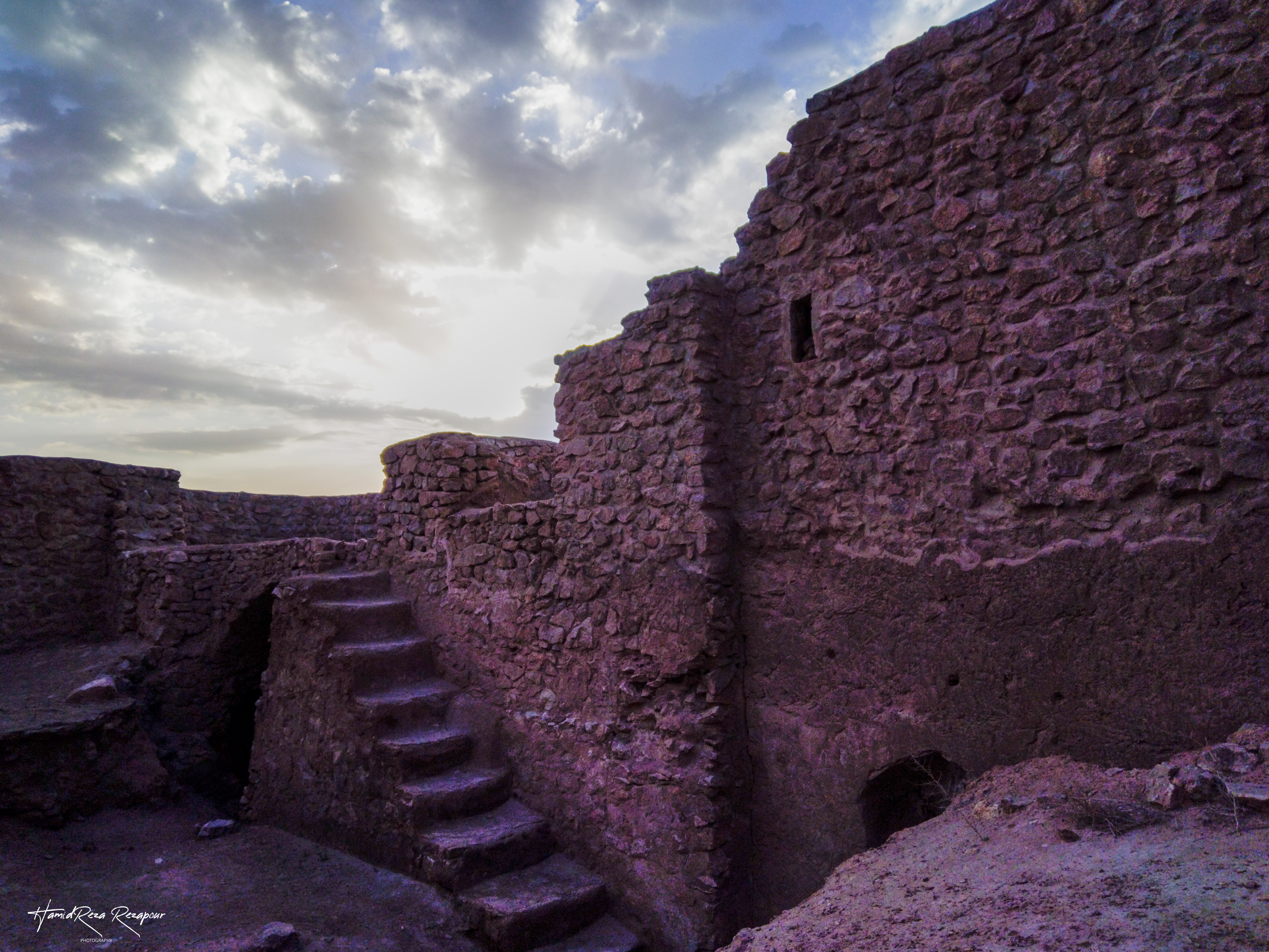
داخل قلعه که هنوز بعد از مدت ها در حال تکمیل شدن است
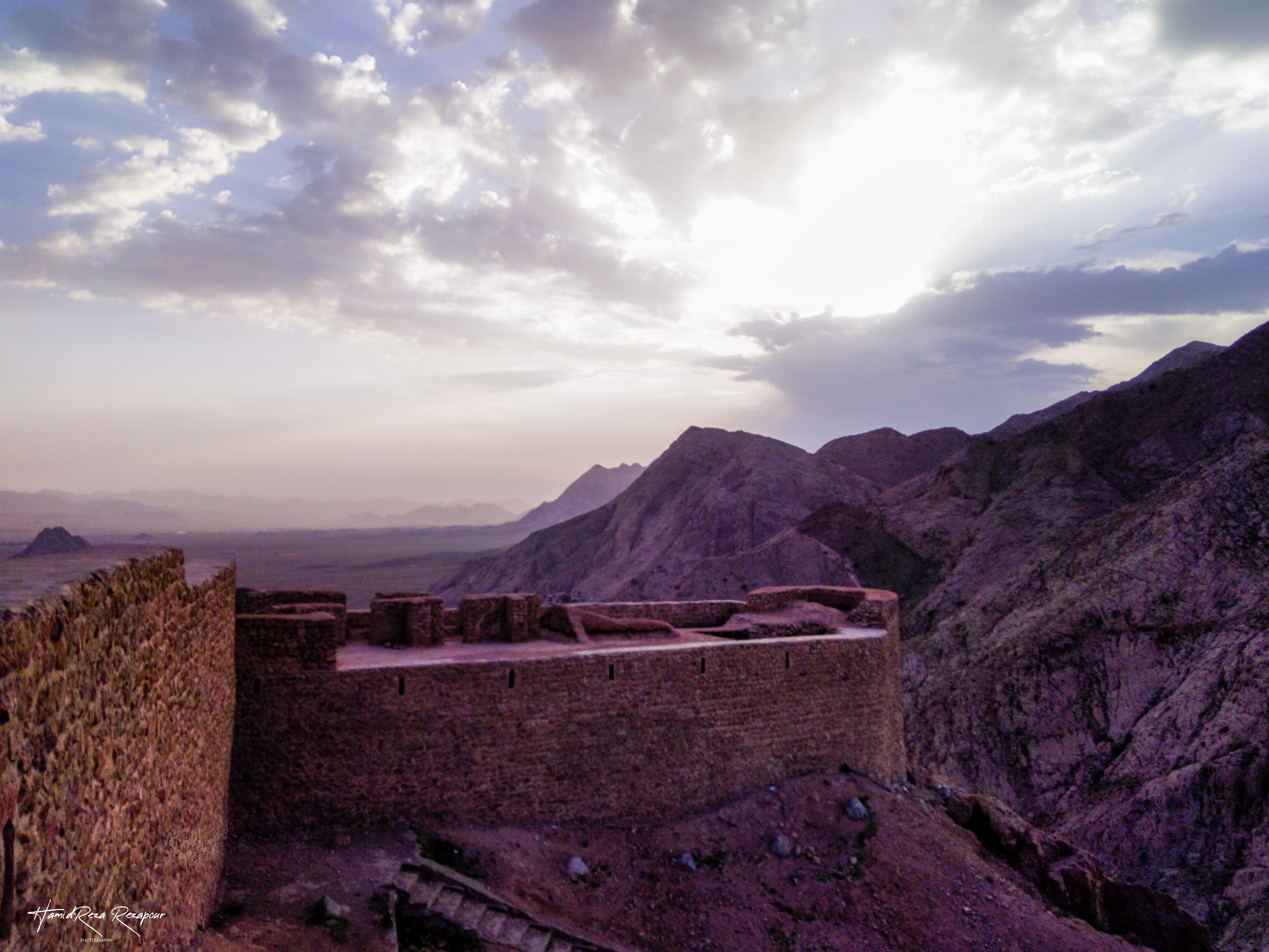
نمای قلعه به دید آرمگاه بوذجمهر در منظقه گردشگری